# Emilia van Oldenburg
Emilia of Aemilia Antonia van Oldenburg (Delmenhorst, 15 juni 1614 – Leutenberg, 4 december 1670) was een Duitse gravin. In 1638 trouwde ze met Lodewijk Günther I van Schwarzburg-Rudolstadt. Na de dood van haar man in 1646 was ze tot 1662 regentes van Schwarzburg-Rudolstadt in naam van haar minderjarige zoon Albert Anton II.

## Biografie
Emilia was een dochter van graaf Anton II van Oldenburg-Delmenhorst en Sybilla Elisabeth van Brunswijk-Dannenberg.
Ze trouwde op 4 februari 1638 met graaf Lodewijk Günther I van Schwarzburg-Rudolstadt. Toen haar man in 1646 overleed nam Emilia als regentes in naam van haar minderjarige zoon Albert Anton II het bestuur van Schwarzburg-Rudolstadt over.
De eerste jaren van Emilia's regering vielen samen met de laatste fase van de Dertigjarige Oorlog. Het graafschap had tijdens de oorlog zwaar te lijden onder rondtrekkende soldaten en inkwartieringen. Als regentes zette Emilia zich in om de schade te beperken en de bevolking van het graafschap te beschermen. Keizer Ferdinand III vaardigde in 1647 een brief ter bescherming van Rudolstadt uit. Dit beschermde de stad tegen aanvallen van keizerlijke troepen, hoewel de buitengebieden van het graafschap nog steeds te lijden hadden onder plunderingen door ongedisciplineerde soldaten. Ook doortrekkende Zweedse troepen brachten schade toe aan de stad. In een brief aan koningin Christina I van Zweden eiste Emilia een schadevergoeding, maar haar schrijven bleef onbeantwoord.
In 1648 kwam met de Vrede van Westfalen een einde aan de oorlog. Hoewel Rudolstadt geen directe aanvallen te verduren had gehad, was de schade enorm. Als gevolg van de contributies die het graafschap moest opbrengen en de kosten die gemaakt werden om doortrekkende en ingekwartierde soldaten te onderhouden, waren de schulden van het graafschap opgelopen tot 50.000 Reichstaler. Tegelijkertijd waren de inkomsten uit de bosbouw en mijnbouw sterk teruggelopen. Daardoor stond Emilia's regering na 1648 in het teken van de wederopbouw van het land. Ze wist met succes de economie van het land te verbeteren.
Emilia voedde haar zoon op volgens de protestants-religieuze idealen van Tugendliche Gesellschaft, de vrouwelijke tegenhanger van het Fruchtbringende Gesellschaft. Ze stelde de jurist Ahasverus Fritsch aan als hofmeester, die tijdens de regering van haar zoon tot kanselier bevorderd werd. In 1662 werd haar zoon meerderjarig en nam hij zelf het bestuur van Schwarzburg-Rudolstadt op zich. Emilia trok zich terug op het Kasteel van Könitz in het Leutenbergse deel van het graafschap. In 1670 overleed ze in het kasteel van Leutenberg.

## Nalatenschap
In een preek over haar overlijden werd Emilia Antonia door generaal-superintendent Justus Söffing omschreven als de "Schwarzburgse Judith". Haar leiderschap tijdens de oorlog werd zo gelijkgesteld aan dat van de Bijbelse Judith, die haar land beschermde toen het aangevallen werd door een vijandelijk leger. 

## Huwelijk Kinderen
Emilia en Lodewijk Günther I kregen vijf kinderen:
- Sophia Juliana (1639–1672)
- Ludmilla Elisabeth (1640–1672)
- Albert Anton II (1641–1710), graaf (later vorst) van Schwarzburg-Rudolstadt
- Christina Magdalena (1642–1672)
- Maria Susanna (1646–1688)